# Candelaria (Valle del Cauca)
Candelaria è un comune della Colombia facente parte del dipartimento di Valle del Cauca. 
L'abitato venne fondato nel 1545, mentre l'istituzione del comune è del 1864.